# Сухо-Ерша
Сухо-Ерша — деревня в Канском районе Красноярского края. Входит в состав Георгиевского сельсовета.

## История
Основана в 1899 г. В 1926 году состояла из 138 хозяйств, основное население — русские. Центр Сухо-Ершинского сельсовета Канского района Канского округа Сибирского края.

## Население
| 1926 | 2010 |
| ---- | ---- |
| 723  | ↘65  |